# Daniel Comboni
San Daniel Comboni Pace (Daniele Comboni Pace; Brescia, 15 de marzo de 1831 - Jartum, 10 de octubre de 1881) fue un misionero y sacerdote católico italiano que fue designado como obispo de África Central.

## Biografía

### Familia y formación
Daniel Comboni nació en Limone sul Garda, Brescia, Imperio Austríaco, el 15 de marzo de 1831, en el seno de una familia de agricultores empleados de uno de los terratenientes locales. 
Al ser el cuarto de ocho hijos, y el único en sobrevivir más allá la infancia, Daniel Comboni siempre estuvo muy apegado a sus padres. La familia de Comboni siempre estuvo muy unida y trató de mantener sus profundos valores morales, a pesar de sufrir una mala situación económica. Esa pobreza pudo ser lo que empujó al joven Comboni a abandonar el hogar paterno para iniciar su educación en Verona, en el instituto fundado por el Padre Nicolás Mazza. 
Durante sus años en el Instituto, Daniel descubrió su vocación sacerdotal y completó sus estudios en Filosofía y Teología. Fue en el Instituto donde se interesó por las misiones en África Central, gracias a los relatos que ofrecían los misioneros que regresaban al Instituto del Padre Mazza. Precisamente durante la visita de uno de ellos, el Padre Vinco, Comboni se sintió llamado a la misión de evangelizar el África Central.

## Misionero
El 8 de septiembre de 1857 partió (con la bendición de su anciana madre) con rumbo al continente negro acompañado de otros cinco misioneros del Instituto. Tras un viaje de cuatro meses de duración, la expedición llegó a Jartún, capital de Sudán. 
Los misioneros se establecieron inmediatamente en medio de la selva para iniciar su labor. La tragedia les golpeó pronto: el Padre Oliboni contrajo una fiebre mortal y falleció. Fue durante el entierro de su compañero, primera víctima de la inhóspita atmósfera de la selva africana, cuando Comboni pronunció su célebre frase: "África o Muerte". 
Poco después volvió a Italia, para trazar un nuevo plan para las misiones en África. En 1864, mientras rezaba frente a la tumba de San Pedro en El Vaticano, Comboni dijo haber recibido la inspiración necesaria para trazar su "Plan para la Regeneración de África".,....

### Pensamiento
Comboni sostenía que la sociedad europea y la Iglesia Católica debían tomar un mayor interés por las misiones de África Central, por lo que se emprendió numerosas giras por Europa, visitando a monarcas y altos jerarcas de la iglesia, a quienes solicitó ayuda material y espiritual para los misioneros en el continente africano. 
Entre 1867 y 1872 estableció dos institutos para misioneros, uno para hombres y otro para mujeres, que más tarde fueron conocidos como los misioneros y hermanas combonianas. 

#### Carisma comboniano

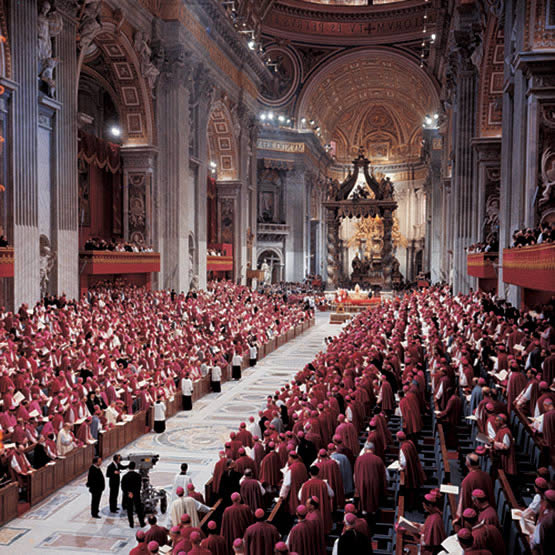

Participó en el Concilio Vaticano I, como teólogo del obispo de Verona, y fue capaz de convencer a 70 obispos de firmar una petición para la evangelización de África Central: Postulatum pro Nigris Africæ Centralis. 

## Episcopado
El 2 de julio de 1877, Comboni fue nombrado vicario apostólico de África Central, nombrado obispo en agosto de 1877, con sede en Jartún.

### Último viaje
En los años siguientes, una serie de catástrofes naturales, seguidas por hambrunas sin precedentes en África, llevaron a las misiones al borde del fracaso. En 1880, Comboni emprendió su octavo y último viaje al continente africano para motivar a los misioneros supervivientes. 
En 1881, fue sorprendido por una fuerte tormenta en medio de la selva y contrajo una grave enfermedad, que lo llevó a la muerte el 10 de octubre de 1881 a los 50 años de edad. 

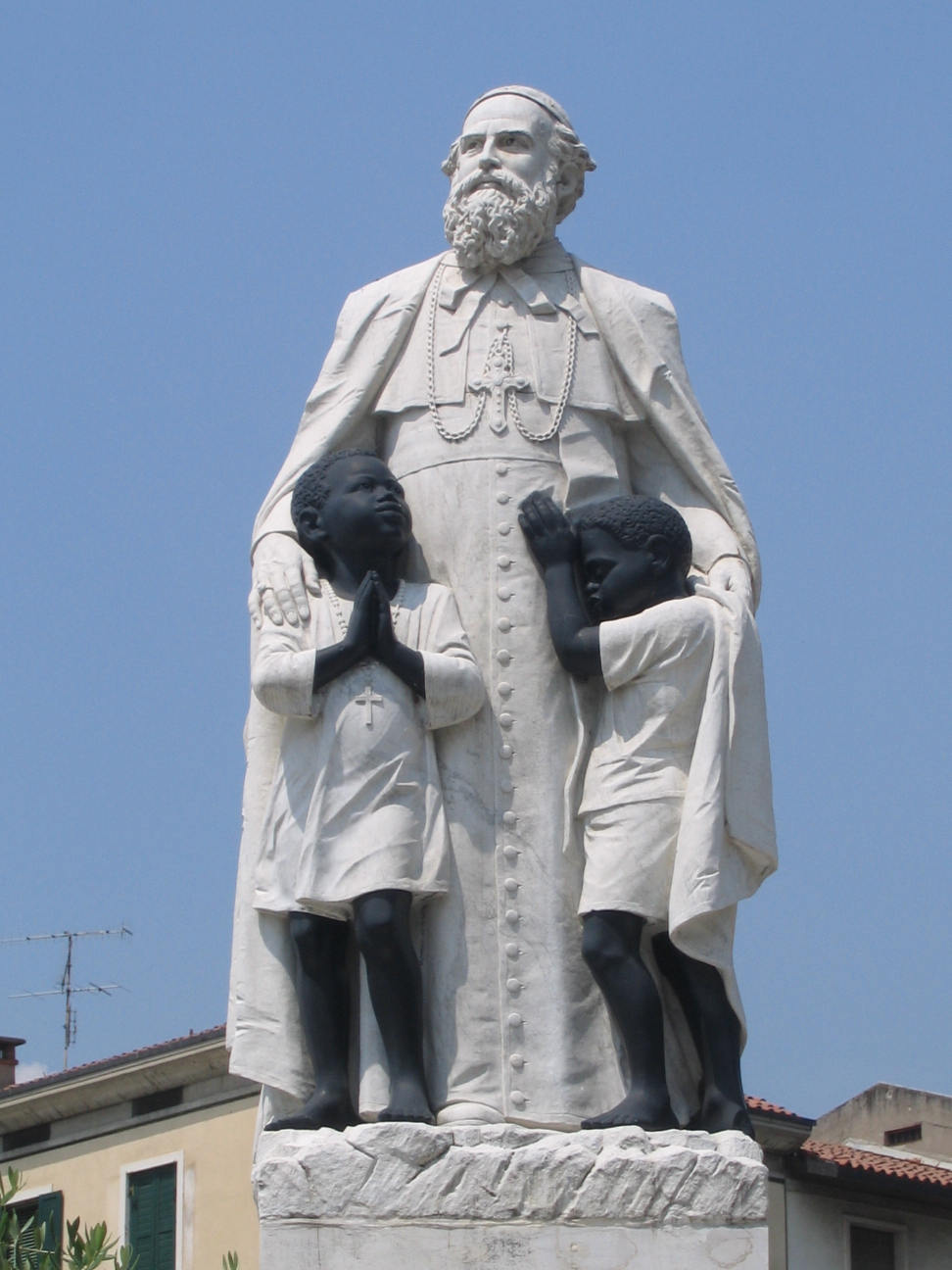

## Canonización
Fue beatificado por el Papa Juan Pablo II el 17 de marzo de 1996 y fue posteriormente canonizado por el mismo pontífice el 5 de octubre de 2003, en la Basílica de San Pedro en El Vaticano.